# Интерлеукин 9
Интерлеукин 9, исто познат као ИЛ-9, је цитокин (ћелијски сигнални молекул) који припада групи интерлеукина.
Протеин кодиран овим геном је цитокин кога производе T-ћелије, а посебно ЦД4+ помоћне ћелије, који делује као регулатор низа хематопоетских ћелија. Овај цитокин стимулише ћелијску пролиферацију и спречава апоптозу. Он функционише кроз интерлеукин 9 рецептор (ИЛ9Р), који активира различите протеине за пренос сигнала и активаторе (CTAT). Тиме се овај цитокин повезује са различитим биолошким процесима. Ген који кодира овај цитокин је био идентификован као кандидат гена за астму. Генетичке студије на мишјим моделима астме су демонстрирали да је овај цитокин одлучујући фактор у патогенези бронхијалне хиперсензитивности.